# أوغوبوغو

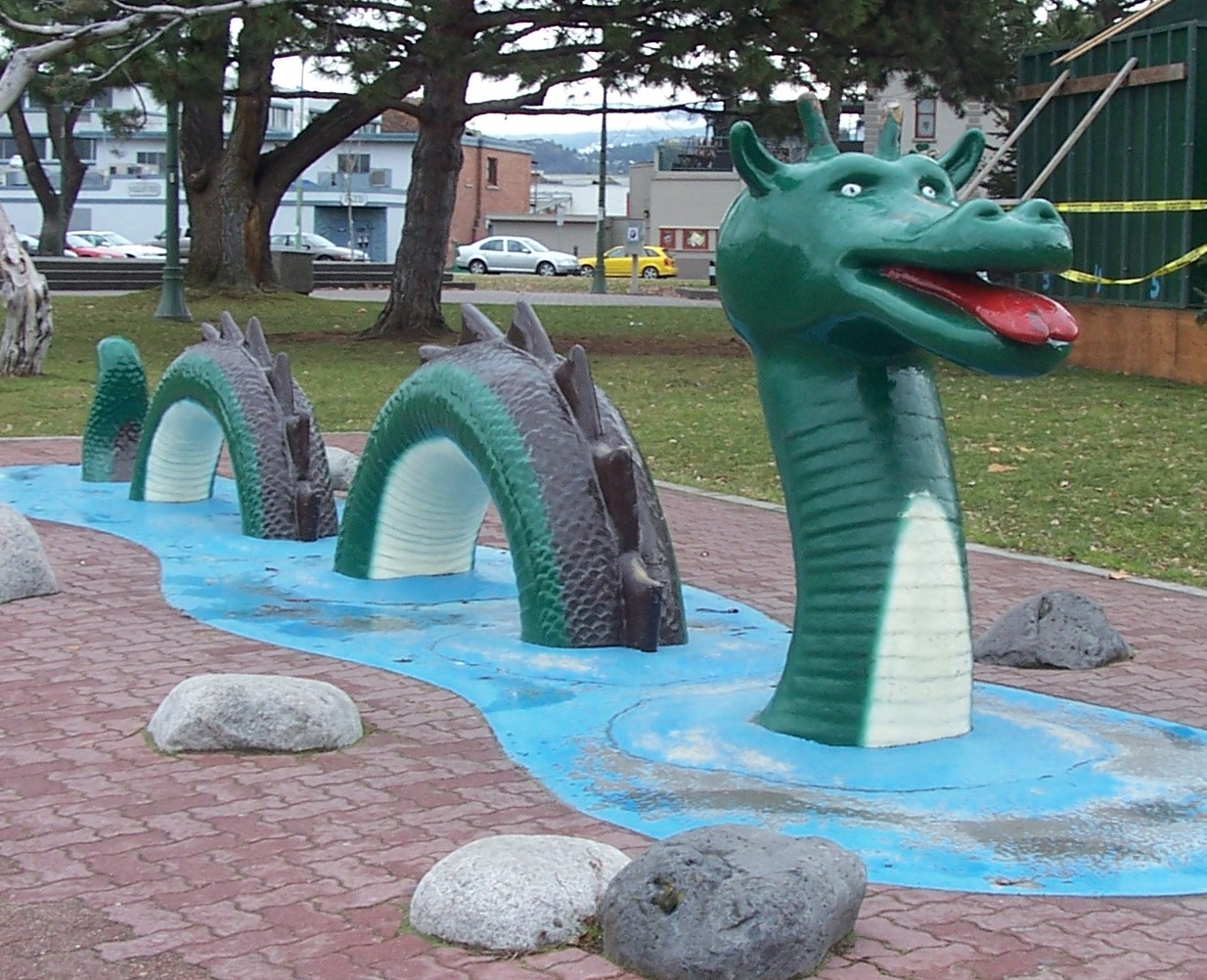
تمثال أوغوبوغو في كيلونا، كولومبيا البريطانية

أوغوبوغو أو نايتاكا (وتعني بلغة ساليش «شيطان البحيرة») هو الاسم الذي يطلق على وحش بحيرة يقال أنه يعيش في بحيرة أوكاناغن في كولومبيا البريطانية في كندا. زعم أن السكان الأصليين شاهدوا أوغوبوغو منذ القرن التاسع عشر. حسب الوصف الشائع فإن أوغوبوغو هو ثعبان بحري يبلغ طوله من 40 إلى 50 قدما (12-15 م). يشير الباحث بنجامين رادفورد «إلى أن قصص الأمم الأولى لم تشر إلى وحش بحيرة بشكل حرفي، ولكن إلى روح ماء أسطورية».
وقد صنف عالم الحيوانات الخفية البريطاني كارل شوكر أوغوبوغو بأنه من مجموعة وحوش البحيرات «عديدة السنام»، وأنه قد يكون نوعا من الحيتان الأفعوانية البدائية مثل باسيلوسورس. ومع ذلك، فأن الأدلة المادية للوحش تقتصر على صور وأفلام غير واضحة، لذلك فأغلبها مشاهدات قد يتم تحديدها بالخطأ من حيوانات شائعة، مثل ثعالب الماء أو الثعابين، أو الجماد مثل الأخشاب العائمة.

## المشاهدات المزعومة
في عام 1926 زعم أن المخلوق شوهد من قبل بعثة تبشيرية على شاطئ بحيرة أوكانوغان. زعم أن ثلاثين شخصا شاهدوا المخلوق في هذا الحدث والذين قالوا أنهم رأوا جميعهم نفس الشيء. في عام 1968 زعم رجل يدعى أرت فولدن أنه صور ما قال انه فيديو للمخلوق، وتظهر أعقاب كبيرة تتحرك عبر الماء. وخلص تحليل الكمبيوتر اللقطات تعود لشيء صلب ثلاثي الأبعاد. لاحظ فولدن «شيئا كبيرا ونابض بالحياة» في المياه الهادئة وأخرج كاميرا الفيلم الخاصة به وصوّر الكائن. أجري تحقيق من قبل العلماء بنجامين رادفورد وجو نيكل وجون كيرك لصالح برنامج Is It Real على قناة ناشيونال جيوغرافيك في عام 2005 واكتشفوا أن الكائن الذي صوره فولدن كان في الواقع حيوان حقيقي ولكن حجمه كان مبالغا فيه. ربما كان طير ماء أو قندس وكان بعيدا فصعب تحديد هويته.
في عام 2011، التقطت كاميرا فيديو هاتف خليوي شكلين مظلمين في الماء. وأشارت إحدى التفسيرات أن ما يظهر في الفيديو هو جذعان خشبيان. حلل رادفورد الفيديو لصالح ديسكفري نيوز قال أنه "رغم رداءة الفيديو واهتزاز الكاميرا، ولكن بنظرة فاحصة على الفيديو الذي يبلغ طوله 30 ثانية، فنكتشف وجود شيئين قصيرين بجانب بعضهما، بدلا من كائن واحد طويل، ويطفوان بجوار بعضهما بزوايا مختلفة. لا توجد حدبة أو رأس أو جسد؛ فقط شكلان طويلان داكنان مستقيمان ويظهر أن طولهما يبلغ بضعة أقدام. باختصار، تبدو أكثر مثل جذوع عائمة، وهذا ليس غريبا بما أن بحيرة أوكانوغان تستخدم لنقل عشرات الآلاف من الجذوع من قبل عمال الأخشاب.

## الاسم

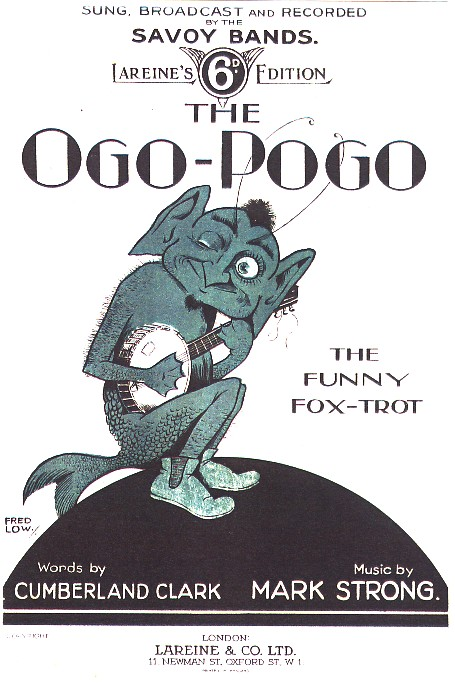
غلاف النوتة الموسيقية

أتى اسم «أوغوبوغو» من أغنية تدعى The Ogo-Pogo: The Funny Fox-Trot وتعود للعام 1924 من تأليف كمبرلاند كلارك ومارك سترونج.
قال كارل شوكر عن الأغنية:

## في الثقافة الشعبية
تم إصدار طابع بريد في كندا عام 1990 يحمل رسما لأوغوبوغو.

## وصلات خارجية
- British Columbia Skeptics
- OgogoMonster.com
- "Ogopogo the Chameleon" article about Ogopogo in the سكيبتيكال إنكوايرر (مجلة) قالب:Nb10
- Ogopogo – The Canadian Lake Monster

صور
- Lake Monster
- Art Folden footage
- Thal footage

فيديو
- Ken Chaplin footage
- Videos

‌